# Dicrurus aldabranus
El drongo de Aldabra (Dicrurus aldabranus) es una especie de ave paseriforme de la familia Dicruridae.

## Descripción
Su plumaje es completamente negro, tiene un pico grueso y su ojo es rojo. La cola es larga y ahorquillada. Los ejemplares juveniles tienen espalda gris, laterales más claros jaspeados y ojos marrones.

## Distribución y hábitat
Es endémica de Aldabra e islotes adyacentes (Seychelles), en el océano Índico. Su población es de apenas 1000 individuos.
Sus hábitats naturales son los manglares tropicales, los bosques de casuarina y las zonas de arbustos densos.